# 도효자로
 도효자로(Dohyoja-ro)는 경상북도 예천군 예천읍 우계삼거리에서 충청북도 단양군 대강면까지 이어주는 도로이다.

## 주요 경유지
경상북도
- 예천군 (예천읍 - 용문면 - 은풍면 - 효자면)

충청북도
- 단양군 (대강면)

## 노선
| 이름        | 접속 노선                     | 소재지 | 소재지 | 비고 |
| ----------- | ----------------------------- | ------ | ------ | ---- |
| 우계삼거리  | 충효로                        | 예천군 | 예천읍 |      |
| 생천교      |                               | 예천군 | 예천읍 |      |
| 대제사거리  | 큰맛질길                      | 예천군 | 용문면 |      |
| 상영교      |                               | 예천군 | 은풍면 |      |
| 하리교      |                               | 예천군 | 은풍면 |      |
| 송월 교차로 | 송월길                        | 예천군 | 은풍면 |      |
| 높은다리    |                               | 예천군 | 효자면 |      |
| 사곡 교차로 | 지방도 제901호선 (석항명봉로) | 예천군 | 효자면 |      |
| 저수령      |                               | 예천군 | 효자면 |      |
|             | 단양군                        | 대강면 |        |      |
| (이름없음)  | 단양군                        | 대강면 | 온천로 |      |

## 주요 건물 및 시설
- 예천효자 우체국 (도효자로 1469/도촌리 621-6)
- 농협 효자지점 (도효자로 1475/도촌리 536-3)
- 효자면 사무소 (도효자로 1481/도촌리 544-2)